# Saint-Pierre-lès-Bitry
Saint-Pierre-lès-Bitry ist eine nordfranzösische Gemeinde mit 147 Einwohnern (Stand: 1. Januar 2022) im Département Oise in der Region Hauts-de-France (vor 2016 Picardie). Sie gehört zum Arrondissement Compiègne und zum Kanton Compiègne-1 (bis 2015 Attichy). 

## Geografie
Saint-Pierre-lès-Bitry liegt etwa 25 Kilometer östlich von Compiègne. Umgeben wird Saint-Pierre-lès-Bitry von den Nachbargemeinden Moulin-sous-Touvent im Norden, Saint-Christophe-à-Berry im Osten, Vic-sur-Aisne im Südosten sowie Bitry im Süden und Westen.

## Bevölkerungsentwicklung
| Jahr                      | 1962 | 1968 | 1975 | 1982 | 1990 | 1999 | 2006 | 2013 |
| Einwohner                 | 115  | 119  | 128  | 112  | 118  | 132  | 132  | 156  |
| Quelle: Cassini und INSEE |      |      |      |      |      |      |      |      |

## Sehenswürdigkeiten
- Kirche Saint-Pierre (siehe auch: Liste der Monuments historiques in Saint-Pierre-lès-Bitry)